# Montreuil-sur-Maine
Montreuil-sur-Maine là một xã thuộc tỉnh Maine-et-Loire trong vùng Pays de la Loire phía tây nước Pháp. Xã này nằm ở khu vực có độ cao trung bình 53 mét trên mực nước biển.
Sông Oudon tạo thành ranh giới tây nam thị trấn. Sông Mayenne chảy qua giữa xã Montreuil-sur-Maine.